# Caroline Aherne
Caroline Mary Aherne (* 24. Dezember 1963 in London; † 2. Juli 2016 in Timperley, nahe Altrincham) war eine britische Schauspielerin, Comedienne, Drehbuchautorin und Regisseurin.

## Leben
Aherne wurde am Heiligabend 1963 in London als zweites Kind von Bert Aherne (* 1933; † 1994) und seiner Frau Maureen Frances geboren. Sie wuchs zusammen mit ihrem zwei Jahre älteren Bruder Patrick in einer römisch-katholischen Familie zunächst in Earling auf. Als sie zwei Jahre alt war, zog die Familie nach Wythenshawe. Sowohl sie als auch Patrick litten an einem Retinoblastom, einer Krebserkrankung der Netzhaut, durch welches sie eine verschlechterte Sehkraft hatte.
Aherne besuchte die Hollies FCJ Convent School in West Didsbury, wo ihr IQ auf einen Wert von 176 geschätzt wurde. Sie studierte anschließend Schauspiel am Liverpool Polytechnic.
1994 heiratete Aherne Peter Hook, ließ sich nach drei Jahren allerdings von ihm scheiden. Es folgte eine Beziehung mit dem Fernsehforscher Matthew Bowers (* 1969), welcher 1997 an einem Magenkarzinom verstarb. Kurze Zeit später wurde Aherne alkoholkrank und nachdem eine folgende Beziehung mit dem amerikanischen Schauspieler Alexis Denisof (* 1966) in die Brüche ging, unternahm sie im Juli 1998 einen Suizidversuch. Sie wies sich daraufhin selbst in eine Klinik ein.
Als sie 2001 rückfällig und erneut alkoholkrank wurde, kündigte sie ihren Rücktritt an und wanderte nach Sydney aus, woraufhin sie durch Heimweh bedingt allerdings ein Jahr später mit ihrem Lebensgefährten Brett Whitford (* 1968), von dem sie sich kurz darauf trennte, nach Großbritannien zurückkehrte.
2014 machte Aherne bei einer Veranstaltung bekannt, an Lungenkrebs erkrankt zu sein. Am 2. Juli 2016 erlag sie in ihrem Haus in Timperley im Alter von 52 Jahren den Folgen dessen.

## Karriere
Nach ihrem Studium arbeitete Aherne als Sekretärin bei der BBC für Janet Street-Porter arbeitete. Nebenbei widmete sie sich der Comedy, trat in Manchester in Clubs auf und moderierte zusammen mit Craig Cash eine Sendung beim Radiosender KFM in Stockport.
trat zunächst an der Seite von Steve Coogan und John Thomson bei Granada Television in der Sketch-Serie The Dead Good Show (1992) auf. Der britische Comedian Chris Sievey bat ihr daraufhin an, bei einer Channel 4-Spielshow namens Remote Control sowie seiner eigenen ITV-Serie mitzumachen. In der letztgenannten Serie stellte Aherne die Figur der Mrs. Merton vor, die sie landesweit berühmt machte.
Nach ihrer Rückkehr aus der Klinik zog sie sich zunächst zurück, entwickelte allerdings in dieser Zeit mit Craig Cash eine Sitcom. Die entstandene Royle Family wurde 1998 ins Leben gerufen und wurde zu einem der größten Erfolge von BBC um die Jahrtausendwende. Zu dieser Zeit schrieb Aherne ebenfalls eine Kolumne für den „Style“-Teil der Sunday Times.
Während ihres Aufenthalts in Australien nahm sie ihre Arbeit wieder auf und führte Regie bei der Komödie Dossa and Joe (2002). Zurück in Manchester arbeitete Aherne wieder mit Craig Cash zusammen und produzierte vier Weihnachtsspecials der Royle Family sowie eine ähnliche Serie namens Early Doors. Sie verließ das Projekt jedoch vorzeitig und entwarf gemeinsam mit dem Schriftsteller Jeff Pope die Sitcoms The Fattest Man in Britain (2009) und The Security Men (2013) für ITV. Sie nahm ebenfalls Gastrollen in anderen Serien wie Cashs Sky 1-Comedy After Hours (2015) an.
Trotz ihres schlechten Gesundheitszustands arbeitete sie zuletzt, ab 2014, als Moderatorin der Channel 4-Serie Gogglebox.

## Filmografie (Auswahl)

### Als Drehbuchautorin
- 2002: Dossa and Joe
- 2009: The Fattest Man in Britain
- 2013: The Security Men

### Als Schauspielerin und Drehbuchautorin
- 1992: The Dead Good Show
- 1993: Comic Timing
- 1994–2014: The Fast Show
- 1995–1998: The Mrs. Merton Show
- 1998–2012: The Royle Family
- 1999: Mrs. Merton & Malcolm
- 2004: The All Star Comedy Show
- 2015: After Hours

## Auszeichnungen
- 1997: BAFTA Award in der Kategorie „Best Talk Show“ für „The Mrs. Merton Show“[1]
- 1997: British Comedy Awards in den Kategorien „Best BBC1 Personality“ und „Best Female Comedy Performer“ für „The Mrs. Merton Show“[2][3]
- 1997: TRIC Award in der Kategorie „New TV Talent of the Year“ für „The Mrs. Merton Show“[4]
- 1999: British Comedy Awards in der Kategorie „Best TV Comedy Actress“ für „The Royle Family“ und „Mrs. Merton & Malcolm“[5]
- 1999: Broadcasting Press Guild Award in der Kategorie „Writer’s Award“ für „The Royle Family“[6]
- 2000: BAFTA Awards in den Kategorien „Best Comedy Performance“ und „Best Situation Comedy“ für „The Royle Family“[1][7]
- 2000: Royal Television Society Award in der Kategorie „Best Writer“ für „The Royle Family“[7]
- 2001: TRIC Award in der Kategorie „Comedy Programme“ für „The Royle Family“[8]
- 2007: BAFTA Award in der Kategorie „Best Situation Comedy“ für „The Royle Family“[1]